# Rybce (przystanek kolejowy)
Rybce (biał. Рыбцы; ros. Рыбцы) – przystanek kolejowy w miejscowości Rybce, w rejonie puchowickim, w obwodzie mińskim, na Białorusi. Położony jest na linii Homel - Żłobin - Mińsk.